# Mario Matouš
Pour les articles homonymes, voir Matouš.
Cet article utilise la notation algébrique pour décrire des coups du jeu d'échecs.
Mario Matouš est un compositeur d'études d'échecs et un ingénieur tchécoslovaque puis tchèque né le 16 juin 1947 à Mladá Boleslav et mort le 4 juillet 2013.
Il est considéré comme l'un des plus grands compositeurs d'études contemporains.
Il a notamment remporté le prix de la meilleure étude de l'année 2007 lors du congrès de la commission permanente de la FIDE pour la composition échiquéenne.

## Une étude de Matouš
|   | a | b | c | d | e | f | g | h |   |
| 8 | Dame noire sur case noire a7 · Fou noir sur case blanche b7 · Pion noir sur case noire c5 · Dame blanche sur case blanche c4 · Fou blanc sur case blanche d1 · Roi blanc sur case noire e1 · Cavalier noir sur case blanche f1 · Roi noir sur case blanche h1 | Dame noire sur case noire a7 · Fou noir sur case blanche b7 · Pion noir sur case noire c5 · Dame blanche sur case blanche c4 · Fou blanc sur case blanche d1 · Roi blanc sur case noire e1 · Cavalier noir sur case blanche f1 · Roi noir sur case blanche h1 | Dame noire sur case noire a7 · Fou noir sur case blanche b7 · Pion noir sur case noire c5 · Dame blanche sur case blanche c4 · Fou blanc sur case blanche d1 · Roi blanc sur case noire e1 · Cavalier noir sur case blanche f1 · Roi noir sur case blanche h1 | Dame noire sur case noire a7 · Fou noir sur case blanche b7 · Pion noir sur case noire c5 · Dame blanche sur case blanche c4 · Fou blanc sur case blanche d1 · Roi blanc sur case noire e1 · Cavalier noir sur case blanche f1 · Roi noir sur case blanche h1 | Dame noire sur case noire a7 · Fou noir sur case blanche b7 · Pion noir sur case noire c5 · Dame blanche sur case blanche c4 · Fou blanc sur case blanche d1 · Roi blanc sur case noire e1 · Cavalier noir sur case blanche f1 · Roi noir sur case blanche h1 | Dame noire sur case noire a7 · Fou noir sur case blanche b7 · Pion noir sur case noire c5 · Dame blanche sur case blanche c4 · Fou blanc sur case blanche d1 · Roi blanc sur case noire e1 · Cavalier noir sur case blanche f1 · Roi noir sur case blanche h1 | Dame noire sur case noire a7 · Fou noir sur case blanche b7 · Pion noir sur case noire c5 · Dame blanche sur case blanche c4 · Fou blanc sur case blanche d1 · Roi blanc sur case noire e1 · Cavalier noir sur case blanche f1 · Roi noir sur case blanche h1 | Dame noire sur case noire a7 · Fou noir sur case blanche b7 · Pion noir sur case noire c5 · Dame blanche sur case blanche c4 · Fou blanc sur case blanche d1 · Roi blanc sur case noire e1 · Cavalier noir sur case blanche f1 · Roi noir sur case blanche h1 | 8 |
| 7 | Dame noire sur case noire a7 · Fou noir sur case blanche b7 · Pion noir sur case noire c5 · Dame blanche sur case blanche c4 · Fou blanc sur case blanche d1 · Roi blanc sur case noire e1 · Cavalier noir sur case blanche f1 · Roi noir sur case blanche h1 | Dame noire sur case noire a7 · Fou noir sur case blanche b7 · Pion noir sur case noire c5 · Dame blanche sur case blanche c4 · Fou blanc sur case blanche d1 · Roi blanc sur case noire e1 · Cavalier noir sur case blanche f1 · Roi noir sur case blanche h1 | Dame noire sur case noire a7 · Fou noir sur case blanche b7 · Pion noir sur case noire c5 · Dame blanche sur case blanche c4 · Fou blanc sur case blanche d1 · Roi blanc sur case noire e1 · Cavalier noir sur case blanche f1 · Roi noir sur case blanche h1 | Dame noire sur case noire a7 · Fou noir sur case blanche b7 · Pion noir sur case noire c5 · Dame blanche sur case blanche c4 · Fou blanc sur case blanche d1 · Roi blanc sur case noire e1 · Cavalier noir sur case blanche f1 · Roi noir sur case blanche h1 | Dame noire sur case noire a7 · Fou noir sur case blanche b7 · Pion noir sur case noire c5 · Dame blanche sur case blanche c4 · Fou blanc sur case blanche d1 · Roi blanc sur case noire e1 · Cavalier noir sur case blanche f1 · Roi noir sur case blanche h1 | Dame noire sur case noire a7 · Fou noir sur case blanche b7 · Pion noir sur case noire c5 · Dame blanche sur case blanche c4 · Fou blanc sur case blanche d1 · Roi blanc sur case noire e1 · Cavalier noir sur case blanche f1 · Roi noir sur case blanche h1 | Dame noire sur case noire a7 · Fou noir sur case blanche b7 · Pion noir sur case noire c5 · Dame blanche sur case blanche c4 · Fou blanc sur case blanche d1 · Roi blanc sur case noire e1 · Cavalier noir sur case blanche f1 · Roi noir sur case blanche h1 | Dame noire sur case noire a7 · Fou noir sur case blanche b7 · Pion noir sur case noire c5 · Dame blanche sur case blanche c4 · Fou blanc sur case blanche d1 · Roi blanc sur case noire e1 · Cavalier noir sur case blanche f1 · Roi noir sur case blanche h1 | 7 |
| 6 | Dame noire sur case noire a7 · Fou noir sur case blanche b7 · Pion noir sur case noire c5 · Dame blanche sur case blanche c4 · Fou blanc sur case blanche d1 · Roi blanc sur case noire e1 · Cavalier noir sur case blanche f1 · Roi noir sur case blanche h1 | Dame noire sur case noire a7 · Fou noir sur case blanche b7 · Pion noir sur case noire c5 · Dame blanche sur case blanche c4 · Fou blanc sur case blanche d1 · Roi blanc sur case noire e1 · Cavalier noir sur case blanche f1 · Roi noir sur case blanche h1 | Dame noire sur case noire a7 · Fou noir sur case blanche b7 · Pion noir sur case noire c5 · Dame blanche sur case blanche c4 · Fou blanc sur case blanche d1 · Roi blanc sur case noire e1 · Cavalier noir sur case blanche f1 · Roi noir sur case blanche h1 | Dame noire sur case noire a7 · Fou noir sur case blanche b7 · Pion noir sur case noire c5 · Dame blanche sur case blanche c4 · Fou blanc sur case blanche d1 · Roi blanc sur case noire e1 · Cavalier noir sur case blanche f1 · Roi noir sur case blanche h1 | Dame noire sur case noire a7 · Fou noir sur case blanche b7 · Pion noir sur case noire c5 · Dame blanche sur case blanche c4 · Fou blanc sur case blanche d1 · Roi blanc sur case noire e1 · Cavalier noir sur case blanche f1 · Roi noir sur case blanche h1 | Dame noire sur case noire a7 · Fou noir sur case blanche b7 · Pion noir sur case noire c5 · Dame blanche sur case blanche c4 · Fou blanc sur case blanche d1 · Roi blanc sur case noire e1 · Cavalier noir sur case blanche f1 · Roi noir sur case blanche h1 | Dame noire sur case noire a7 · Fou noir sur case blanche b7 · Pion noir sur case noire c5 · Dame blanche sur case blanche c4 · Fou blanc sur case blanche d1 · Roi blanc sur case noire e1 · Cavalier noir sur case blanche f1 · Roi noir sur case blanche h1 | Dame noire sur case noire a7 · Fou noir sur case blanche b7 · Pion noir sur case noire c5 · Dame blanche sur case blanche c4 · Fou blanc sur case blanche d1 · Roi blanc sur case noire e1 · Cavalier noir sur case blanche f1 · Roi noir sur case blanche h1 | 6 |
| 5 | Dame noire sur case noire a7 · Fou noir sur case blanche b7 · Pion noir sur case noire c5 · Dame blanche sur case blanche c4 · Fou blanc sur case blanche d1 · Roi blanc sur case noire e1 · Cavalier noir sur case blanche f1 · Roi noir sur case blanche h1 | Dame noire sur case noire a7 · Fou noir sur case blanche b7 · Pion noir sur case noire c5 · Dame blanche sur case blanche c4 · Fou blanc sur case blanche d1 · Roi blanc sur case noire e1 · Cavalier noir sur case blanche f1 · Roi noir sur case blanche h1 | Dame noire sur case noire a7 · Fou noir sur case blanche b7 · Pion noir sur case noire c5 · Dame blanche sur case blanche c4 · Fou blanc sur case blanche d1 · Roi blanc sur case noire e1 · Cavalier noir sur case blanche f1 · Roi noir sur case blanche h1 | Dame noire sur case noire a7 · Fou noir sur case blanche b7 · Pion noir sur case noire c5 · Dame blanche sur case blanche c4 · Fou blanc sur case blanche d1 · Roi blanc sur case noire e1 · Cavalier noir sur case blanche f1 · Roi noir sur case blanche h1 | Dame noire sur case noire a7 · Fou noir sur case blanche b7 · Pion noir sur case noire c5 · Dame blanche sur case blanche c4 · Fou blanc sur case blanche d1 · Roi blanc sur case noire e1 · Cavalier noir sur case blanche f1 · Roi noir sur case blanche h1 | Dame noire sur case noire a7 · Fou noir sur case blanche b7 · Pion noir sur case noire c5 · Dame blanche sur case blanche c4 · Fou blanc sur case blanche d1 · Roi blanc sur case noire e1 · Cavalier noir sur case blanche f1 · Roi noir sur case blanche h1 | Dame noire sur case noire a7 · Fou noir sur case blanche b7 · Pion noir sur case noire c5 · Dame blanche sur case blanche c4 · Fou blanc sur case blanche d1 · Roi blanc sur case noire e1 · Cavalier noir sur case blanche f1 · Roi noir sur case blanche h1 | Dame noire sur case noire a7 · Fou noir sur case blanche b7 · Pion noir sur case noire c5 · Dame blanche sur case blanche c4 · Fou blanc sur case blanche d1 · Roi blanc sur case noire e1 · Cavalier noir sur case blanche f1 · Roi noir sur case blanche h1 | 5 |
| 4 | Dame noire sur case noire a7 · Fou noir sur case blanche b7 · Pion noir sur case noire c5 · Dame blanche sur case blanche c4 · Fou blanc sur case blanche d1 · Roi blanc sur case noire e1 · Cavalier noir sur case blanche f1 · Roi noir sur case blanche h1 | Dame noire sur case noire a7 · Fou noir sur case blanche b7 · Pion noir sur case noire c5 · Dame blanche sur case blanche c4 · Fou blanc sur case blanche d1 · Roi blanc sur case noire e1 · Cavalier noir sur case blanche f1 · Roi noir sur case blanche h1 | Dame noire sur case noire a7 · Fou noir sur case blanche b7 · Pion noir sur case noire c5 · Dame blanche sur case blanche c4 · Fou blanc sur case blanche d1 · Roi blanc sur case noire e1 · Cavalier noir sur case blanche f1 · Roi noir sur case blanche h1 | Dame noire sur case noire a7 · Fou noir sur case blanche b7 · Pion noir sur case noire c5 · Dame blanche sur case blanche c4 · Fou blanc sur case blanche d1 · Roi blanc sur case noire e1 · Cavalier noir sur case blanche f1 · Roi noir sur case blanche h1 | Dame noire sur case noire a7 · Fou noir sur case blanche b7 · Pion noir sur case noire c5 · Dame blanche sur case blanche c4 · Fou blanc sur case blanche d1 · Roi blanc sur case noire e1 · Cavalier noir sur case blanche f1 · Roi noir sur case blanche h1 | Dame noire sur case noire a7 · Fou noir sur case blanche b7 · Pion noir sur case noire c5 · Dame blanche sur case blanche c4 · Fou blanc sur case blanche d1 · Roi blanc sur case noire e1 · Cavalier noir sur case blanche f1 · Roi noir sur case blanche h1 | Dame noire sur case noire a7 · Fou noir sur case blanche b7 · Pion noir sur case noire c5 · Dame blanche sur case blanche c4 · Fou blanc sur case blanche d1 · Roi blanc sur case noire e1 · Cavalier noir sur case blanche f1 · Roi noir sur case blanche h1 | Dame noire sur case noire a7 · Fou noir sur case blanche b7 · Pion noir sur case noire c5 · Dame blanche sur case blanche c4 · Fou blanc sur case blanche d1 · Roi blanc sur case noire e1 · Cavalier noir sur case blanche f1 · Roi noir sur case blanche h1 | 4 |
| 3 | Dame noire sur case noire a7 · Fou noir sur case blanche b7 · Pion noir sur case noire c5 · Dame blanche sur case blanche c4 · Fou blanc sur case blanche d1 · Roi blanc sur case noire e1 · Cavalier noir sur case blanche f1 · Roi noir sur case blanche h1 | Dame noire sur case noire a7 · Fou noir sur case blanche b7 · Pion noir sur case noire c5 · Dame blanche sur case blanche c4 · Fou blanc sur case blanche d1 · Roi blanc sur case noire e1 · Cavalier noir sur case blanche f1 · Roi noir sur case blanche h1 | Dame noire sur case noire a7 · Fou noir sur case blanche b7 · Pion noir sur case noire c5 · Dame blanche sur case blanche c4 · Fou blanc sur case blanche d1 · Roi blanc sur case noire e1 · Cavalier noir sur case blanche f1 · Roi noir sur case blanche h1 | Dame noire sur case noire a7 · Fou noir sur case blanche b7 · Pion noir sur case noire c5 · Dame blanche sur case blanche c4 · Fou blanc sur case blanche d1 · Roi blanc sur case noire e1 · Cavalier noir sur case blanche f1 · Roi noir sur case blanche h1 | Dame noire sur case noire a7 · Fou noir sur case blanche b7 · Pion noir sur case noire c5 · Dame blanche sur case blanche c4 · Fou blanc sur case blanche d1 · Roi blanc sur case noire e1 · Cavalier noir sur case blanche f1 · Roi noir sur case blanche h1 | Dame noire sur case noire a7 · Fou noir sur case blanche b7 · Pion noir sur case noire c5 · Dame blanche sur case blanche c4 · Fou blanc sur case blanche d1 · Roi blanc sur case noire e1 · Cavalier noir sur case blanche f1 · Roi noir sur case blanche h1 | Dame noire sur case noire a7 · Fou noir sur case blanche b7 · Pion noir sur case noire c5 · Dame blanche sur case blanche c4 · Fou blanc sur case blanche d1 · Roi blanc sur case noire e1 · Cavalier noir sur case blanche f1 · Roi noir sur case blanche h1 | Dame noire sur case noire a7 · Fou noir sur case blanche b7 · Pion noir sur case noire c5 · Dame blanche sur case blanche c4 · Fou blanc sur case blanche d1 · Roi blanc sur case noire e1 · Cavalier noir sur case blanche f1 · Roi noir sur case blanche h1 | 3 |
| 2 | Dame noire sur case noire a7 · Fou noir sur case blanche b7 · Pion noir sur case noire c5 · Dame blanche sur case blanche c4 · Fou blanc sur case blanche d1 · Roi blanc sur case noire e1 · Cavalier noir sur case blanche f1 · Roi noir sur case blanche h1 | Dame noire sur case noire a7 · Fou noir sur case blanche b7 · Pion noir sur case noire c5 · Dame blanche sur case blanche c4 · Fou blanc sur case blanche d1 · Roi blanc sur case noire e1 · Cavalier noir sur case blanche f1 · Roi noir sur case blanche h1 | Dame noire sur case noire a7 · Fou noir sur case blanche b7 · Pion noir sur case noire c5 · Dame blanche sur case blanche c4 · Fou blanc sur case blanche d1 · Roi blanc sur case noire e1 · Cavalier noir sur case blanche f1 · Roi noir sur case blanche h1 | Dame noire sur case noire a7 · Fou noir sur case blanche b7 · Pion noir sur case noire c5 · Dame blanche sur case blanche c4 · Fou blanc sur case blanche d1 · Roi blanc sur case noire e1 · Cavalier noir sur case blanche f1 · Roi noir sur case blanche h1 | Dame noire sur case noire a7 · Fou noir sur case blanche b7 · Pion noir sur case noire c5 · Dame blanche sur case blanche c4 · Fou blanc sur case blanche d1 · Roi blanc sur case noire e1 · Cavalier noir sur case blanche f1 · Roi noir sur case blanche h1 | Dame noire sur case noire a7 · Fou noir sur case blanche b7 · Pion noir sur case noire c5 · Dame blanche sur case blanche c4 · Fou blanc sur case blanche d1 · Roi blanc sur case noire e1 · Cavalier noir sur case blanche f1 · Roi noir sur case blanche h1 | Dame noire sur case noire a7 · Fou noir sur case blanche b7 · Pion noir sur case noire c5 · Dame blanche sur case blanche c4 · Fou blanc sur case blanche d1 · Roi blanc sur case noire e1 · Cavalier noir sur case blanche f1 · Roi noir sur case blanche h1 | Dame noire sur case noire a7 · Fou noir sur case blanche b7 · Pion noir sur case noire c5 · Dame blanche sur case blanche c4 · Fou blanc sur case blanche d1 · Roi blanc sur case noire e1 · Cavalier noir sur case blanche f1 · Roi noir sur case blanche h1 | 2 |
| 1 | Dame noire sur case noire a7 · Fou noir sur case blanche b7 · Pion noir sur case noire c5 · Dame blanche sur case blanche c4 · Fou blanc sur case blanche d1 · Roi blanc sur case noire e1 · Cavalier noir sur case blanche f1 · Roi noir sur case blanche h1 | Dame noire sur case noire a7 · Fou noir sur case blanche b7 · Pion noir sur case noire c5 · Dame blanche sur case blanche c4 · Fou blanc sur case blanche d1 · Roi blanc sur case noire e1 · Cavalier noir sur case blanche f1 · Roi noir sur case blanche h1 | Dame noire sur case noire a7 · Fou noir sur case blanche b7 · Pion noir sur case noire c5 · Dame blanche sur case blanche c4 · Fou blanc sur case blanche d1 · Roi blanc sur case noire e1 · Cavalier noir sur case blanche f1 · Roi noir sur case blanche h1 | Dame noire sur case noire a7 · Fou noir sur case blanche b7 · Pion noir sur case noire c5 · Dame blanche sur case blanche c4 · Fou blanc sur case blanche d1 · Roi blanc sur case noire e1 · Cavalier noir sur case blanche f1 · Roi noir sur case blanche h1 | Dame noire sur case noire a7 · Fou noir sur case blanche b7 · Pion noir sur case noire c5 · Dame blanche sur case blanche c4 · Fou blanc sur case blanche d1 · Roi blanc sur case noire e1 · Cavalier noir sur case blanche f1 · Roi noir sur case blanche h1 | Dame noire sur case noire a7 · Fou noir sur case blanche b7 · Pion noir sur case noire c5 · Dame blanche sur case blanche c4 · Fou blanc sur case blanche d1 · Roi blanc sur case noire e1 · Cavalier noir sur case blanche f1 · Roi noir sur case blanche h1 | Dame noire sur case noire a7 · Fou noir sur case blanche b7 · Pion noir sur case noire c5 · Dame blanche sur case blanche c4 · Fou blanc sur case blanche d1 · Roi blanc sur case noire e1 · Cavalier noir sur case blanche f1 · Roi noir sur case blanche h1 | Dame noire sur case noire a7 · Fou noir sur case blanche b7 · Pion noir sur case noire c5 · Dame blanche sur case blanche c4 · Fou blanc sur case blanche d1 · Roi blanc sur case noire e1 · Cavalier noir sur case blanche f1 · Roi noir sur case blanche h1 | 1 |
|   | a | b | c | d | e | f | g | h |   |

1.Rf2

1.Dxf1+? Rh2 2.Df2+ Fg2 3.Dh4+ Rg1 4.Df2+ ne donne que la nulle et sur 1.Dh4+? Ch2 les noirs gagnent. Maintenant les blancs menacent 2.Dxf1+ Rh2 3.Dg1+ Rh3 4.Dg3#.

1...Fg2

la défense du cavalier par 1...Da6 échoue sur 2.Ff3+ Fxf3 (2...Rh2 3.Dh4#) 3.Dxa6 et 1...Ch2 se heurte aussi à 2.Ff3+ Fxf3 (2...Cxf3 3.Df1+ Rh2 4.Dg2#) 3.Dc1+ Cf1 4.Dxf1+ Rh2 5.Dg1+ Rh3 6.Dg3#.

2.Ff3
Renouvelant la menace de mat.

2...Dg7 (2...Fxf3 permet 3.Dxf1+ et mat en deux coups).

3.Dh4+

La manœuvre 3.Dxf1+? Rh2 4.Dg1+ Rh3 5.Fxg2+ Rh4 6.Dh2+ Rg5 7.Dg3+ échoue car par 7...Rf6 le roi défend la dame noire. Les blancs vont donc attirer cette dernière sur une case où elle ne pourra être défendue en profitant de la menace de mat en g2.

3...Ch2

4.Dh8!! Dg6

La prise de la dame blanche, ici ou aux coups suivants, permet Fxg2#.

5.Dh7! Dg5

6.Dh6! Dg8

La dame noire est maintenant trop loin pour être protégée par le roi et est perdue :

7.Dc1+ Cf1

8.Dxf1+ Rh2

9.Dg1+ Rh3

10.Fxg2+ Rh4

11.Dh2+ Rg5

12.Dg3+ R ad lib.

13.Dxg8 1-0

## références
1. ↑  (en) nécrologie de Matouš sur ChessBase
2. ↑  (cs) Annonce du décès de Mario Matouš.
3. ↑  (en) Minutes du congrès. § 8.10